# Mamadou Sylla Diallo
Mamadou Sylla Diallo (Kédougou, 20 marzo 1994) è un calciatore senegalese, attaccante del Real Valladolid.

## Biografia
Nato in Senegal, si è trasferito in Spagna all'età di dieci anni.

## Caratteristiche tecniche
Ricopre il ruolo di punta centrale, abile nella velocità e nel dribbling.

## Carriera
Gli inizi tra Barcellona ed Espanyol
Cresciuto nei settori giovanili di squadre quali Barcellona ed Espanyol, dopo due stagioni trascorse con la squadra riserve dei Blanquiazules il 27 marzo 2015 viene ceduto in prestito fino al termine della stagione al Racing Santander. Rientrato all'Espanyol, colleziona 17 presenze totali con una rete segnata prima di essere ceduto in prestito, per 200.000 euro, all'Eupen.
Eupen e passaggio al Gent
Il 13 giugno 2017 viene riscattato per 2.3 milioni, passando poi al Gent, che aveva in precedenza trovato un accordo con il club bianconero, per 3.85 milioni, diventando così l'acquisto più costoso nella storia della squadra fiamminga. Il 13 agosto 2018 si trasferisce in prestito con diritto di riscatto allo Zulte Waregem; il 25 gennaio 2019 lascia il club, passando sempre a titolo temporaneo al Sint-Truiden.
Il 5 gennaio 2020, dopo una prima parte di stagione passata ai margini della rosa, si trasferisce all'Orenburg.
Girona
Il 9 ottobre 2020 viene acquistato a titolo definitivo dal Girona. Trascorre una stagione positiva segnando 9 goal e 5 assist in 36 partite di La Liga 2.
Alavès e prestito al Rayo Vallecano
Il 20 agosto 2021 viene ceduto all'Alavés.
Nel corso della stagione 2021/2022 passa in prestito al Rayo Vallecano fino al termine della stagione.
Rientra successivamente all'Alaves con cui realizza 4 goal e 1 assist in 19 presenze, contribuendo alla promozione in Liga.
Real Valladolid
Il 1º settembre 2023 viene acquistato dal Real Valladolid. Contribuisce alla promozione del club spagnolo in Liga, con 8 goal e 2 assist in 29 presenze. 
Il 18 ottobre 2024 segna il suo primo goal in Liga nella vittoria in trasferta contro la sua ex squadra Alaves, gara vinta per 2-3.

## Statistiche

### Presenze e reti nei club
Statistiche aggiornate al 31 agosto 2020.
| Stagione               | Squadra                | Campionato             | Campionato | Campionato | Coppe nazionali | Coppe nazionali | Coppe nazionali | Coppe continentali | Coppe continentali | Coppe continentali | Altre coppe | Altre coppe | Altre coppe | Totale | Totale |
| Stagione               | Squadra                | Comp                   | Pres       | Reti       | Comp            | Pres            | Reti            | Comp               | Pres               | Reti               | Comp        | Pres        | Reti        | Pres   | Reti   |
| ---------------------- | ---------------------- | ---------------------- | ---------- | ---------- | --------------- | --------------- | --------------- | ------------------ | ------------------ | ------------------ | ----------- | ----------- | ----------- | ------ | ------ |
| mar.-giu. 2015         | Racing Santander       | SD                     | 11         | 3          | CR              | -               | -               | -                  | -                  | -                  | -           | -           | -           | 11     | 3      |
| 2015-2016              | Espanyol               | PD                     | 14         | 0          | CR              | 3               | 1               | -                  | -                  | -                  | -           | -           | -           | 17     | 1      |
| 2016-2017              | Eupen                  | D1                     | 29+6       | 11+1       | CB              | 4               | 1               | -                  | -                  | -                  | -           | -           | -           | 39     | 13     |
| 2017-2018              | Gent                   | D1                     | 26+2       | 1          | CB              | 2               | 1               | UEL                | 2                  | 0                  | -           | -           | -           | 32     | 2      |
| 2018-gen. 2019         | Zulte Waregem          | D1                     | 14         | 1          | CB              | 2               | 0               | -                  | -                  | -                  | -           | -           | -           | 16     | 1      |
| gen.-giu. 2019         | Sint-Truiden           | D1                     | 5+8        | 0+4        | CB              | -               | -               | -                  | -                  | -                  | -           | -           | -           | 13     | 4      |
| 2019-gen. 2020         | Gent                   | D1                     | 1          | 0          | CB              | 1               | 0               | UEL                | 1                  | 0                  | -           | -           | -           | 3      | 0      |
| Totale Gent            | Totale Gent            | Totale Gent            | 29         | 1          |                 | 3               | 1               |                    | 3                  | 0                  |             | -           | -           | 35     | 2      |
| gen.-giu. 2020         | Orenburg               | PL                     | 5          | 0          | CR              | -               | -               | -                  | -                  | -                  | -           | -           | -           | 5      | 0      |
| 2020-2021              | Girona                 | SD                     | 36+4       | 9+2        | CR              | 2               | 0               | -                  | -                  | -                  | -           | -           | -           | 42     | 11     |
| ago. 2021              | Girona                 | SD                     | 1          | 0          | CR              | 0               | 0               | -                  | -                  | -                  | -           | -           | -           | 1      | 0      |
| Totale Girona          | Totale Girona          | Totale Girona          | 37+4       | 9+2        |                 | 2               | 0               |                    | -                  | -                  |             | -           | -           | 43     | 11     |
| 2021-gen. 2022         | Alavés                 | PD                     | 13         | 0          | CR              | 2               | 2               | -                  | -                  | -                  | -           | -           | -           | 15     | 2      |
| gen.-giu. 2022         | Rayo Vallecano         | PD                     | 12         | 0          | CR              | 2               | 0               | -                  | -                  | -                  | -           | -           | -           | 14     | 0      |
| 2022-2023              | Alavés                 | SD                     | 19+4       | 4+1        | CR              | 3               | 1               | -                  | -                  | -                  | -           | -           | -           | 26     | 6      |
| ago.-set. 2023         | Alavés                 | PD                     | 2          | 0          | CR              | 0               | 0               | -                  | -                  | -                  | -           | -           | -           | 2      | 0      |
| Totale Alaves          | Totale Alaves          | Totale Alaves          | 34+4       | 4+1        |                 | 5               | 3               |                    | -                  | -                  |             | -           | -           | 43     | 8      |
| 2023-2024              | Real Valladolid        | SD                     | 29         | 8          | CR              | 0               | 0               | -                  | -                  | -                  | -           | -           | -           | 29     | 8      |
| 2024-2025              | Real Valladolid        | PD                     | 12         | 2          | CR              | 0               | 0               | -                  | -                  | -                  | -           | -           | -           | 12     | 2      |
| Totale Real Valladolid | Totale Real Valladolid | Totale Real Valladolid | 41         | 10         |                 | 0               | 0               |                    | -                  | -                  |             | -           | -           | 41     | 10     |
| Totale carriera        | Totale carriera        | Totale carriera        | 253        | 47         |                 | 21              | 6               |                    | 3                  | 0                  |             | -           | -           | 277    | 53     |